# Хрещена фея

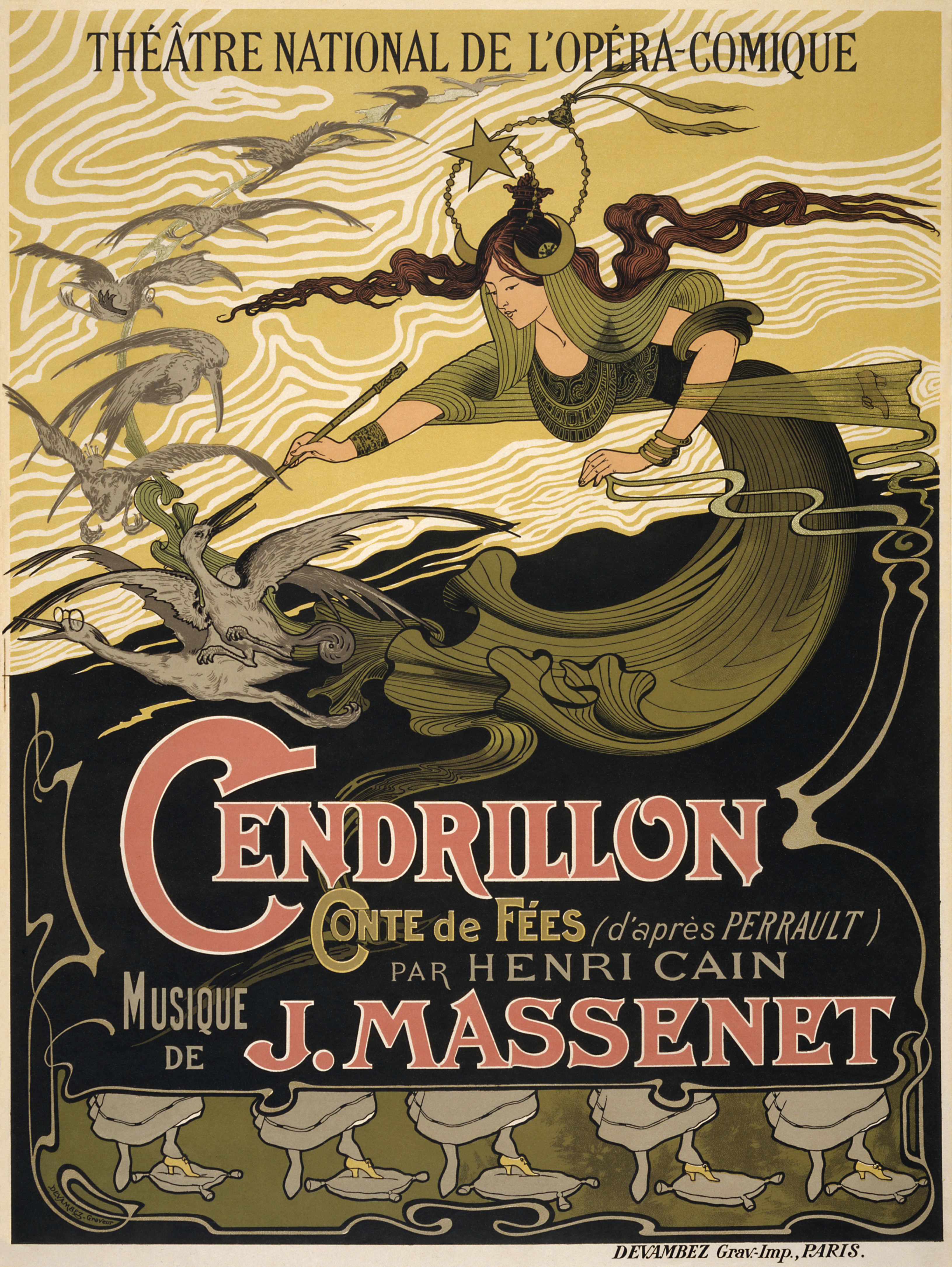
Постер до фільму Жюля Массне «Cendrillon» (за мотивами «Попелюшки» Перро) із зображенням хрещеної феї головної героїні.

У казках хрещена фея (фр. fée marraine) - це фея з магічною силою, яка виступає в ролі наставниці або материнською фігурою для когось, у ролі, яку в багатьох суспільствах відігравали справжні хрещені батьки. У казці Перро «Попелюшка» він завершує казку мораллю про те, що жодні особисті переваги не будуть достатніми без належних зв'язків.
Фея-хрещена мати - це особливий випадок архетипу благодійника/жертводавця.

## У казках і легендах
Справжні феї-хрещені матері рідко зустрічаються в казках, але стали звичними фігурами завдяки популярності літературних казок Мадам д'Онуа та інших преціозних письменниць, а також Шарля Перро. У казках фігурує багато інших надприродних покровителів, серед яких різні види тварин і дух померлої матері. Хрещена фея має коріння у фігурах Доль (мойр); це особливо чітко видно у «Сплячій красуні», де вони визначають її долю і асоціюються з прядінням.
У преціохних історіях та історіях-наступниках фея-хрещена діє у спосіб, нетиповий для фей у справжніх фольклорних уявленнях; вона переймається особистістю та долею своїх людських протеже, тоді як феї у фольклорі мають власні інтереси.
Як правило, протеже феї-хрещеної - принц або принцеса, які є головними героями казки, а хрещена використовує свою магію, щоб допомогти або іншим чином підтримати їх. Найвідомішим прикладом є, мабуть, фея-хрещена в казці Шарля Перро «Попелюшка». Вісім хрещених фей з'являються в «Сплячій красуні» у версії Шарля Перро, а у версії Братів Грімм під назвою «Шипшинка» тринадцять хрещених називаються Мудрими жінками. Популярність цих версій казок призвела до того, що це стало поширеним казковим мотивом, хоча в інших казках він зустрічається рідше.
Дійсно, феї-хрещені матері були додані до «Сплячої красуні» Перро; тоді як в його джерелі, «Сонце, Місяць і Талья» Джамбаттіста Базіле, таких фігур не було.
Хоча феї-хрещені традиційно зображуються добрими, ніжними та люблячими, є й винятки. У «Сплячій красуні» та «Шипшинці» фея, не запрошена на королівські хрестини, проклинає однойменну принцесу на смерть від уколу пальця об веретено, але одна із запрошених фей змінює закляття на столітній сон. У казці Габріель-Сюзанни де Вільнев «Красуня і Чудовисько» зла фея-хрещена мати принца не лише перетворила його на Чудовисько за те, що він відкинув її пропозицію одружитися, але й намагалася спокусити його дядька, короля, чию доньку (Красуню) добра фея підмінила при народженні мертвим немовлям купця, тому що ця хрещена мати намагалася вбити принцесу.

## Преціозна література
У творах преціозної літератури (précieuses), французьких літературних казках, феї-хрещені матері діють так само, як і реальні хрещені матері у своєму соціальному колі, використовуючи свої переваги для своїх похресників, але очікуючи на повагу у відповідь.
У казці «Синій птах» Мадам д'Онуа створила фею-хрещену матір для злої зведеної сестри; у цій позиції спроби феї-хрещеної зробити так, щоб її похресниця і герой одружилися, є злими спробами перешкодити його шлюбу з героїнею. Так само в «Білій лані» хрещена-фея допомагає злій принцесі помститися героїні. У «Фінетте Цендрон» хрещеною матір'ю героїні є фея, але після того, як вона допомагає їй на початку казки, вона ображається, коли Фінетте Цендрон не прислухається до її порад, і Фінетте доводиться працювати над другою частиною казки без її допомоги.
У «Ведмежій шкурі» Анрієтти-Жюлі де Мюра у героїні є хрещена-фея, але вона ображається, що шлюб героїні влаштували, не порадившись з нею, і відмовляється допомагати.

## У художній літературі

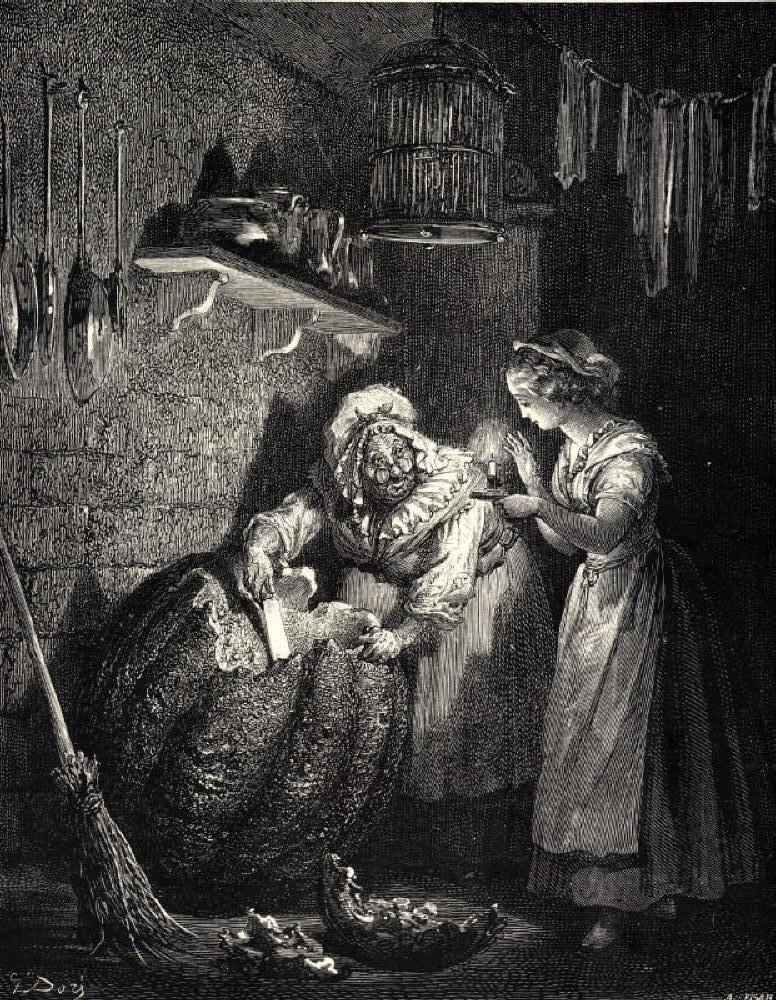
Ілюстрація до «Попелюшки» Гюстава Доре: хрещена-фея готує чари для своєї похресниці Попелюшки.

Феї-хрещені матері часто з'являються в казковому фентезі, особливо в комічних версіях і переказах Попелюшки та Сплячої Красуні. Мерседес Лекі представляє злегка висміяну версію цієї концепції у своїй серії «Казки п'ятисот королівств», де феї-хрещені матері - це магічно обдаровані жінки, які стежать за магічними силами в усіх королівствах. Щоразу, коли події в казці повторюються, відповідна Фея-Хрещена втручається, щоб переконатися, що казка розвивається з якомога меншою кількістю смертельних випадків.